# ماجراهای افراطی سوپر دیو
ماجراهای افراطی سوپر دیو (به انگلیسی: The Extreme Adventures of Super Dave) یک فیلم ویدئویی کمدی آمریکایی محصول سال ۲۰۰۰ به کارگردانی پیتر مک‌دونالد با بازی باب اینشتین در نقش سوپر دیو است.